# Tasmaniens vildmark
Tasmaniens vildmark är ett av Australiens största naturområden och täcker ett område på 13 000 km², eller nära 20 procent av Tasmaniens landareal. Området består av en av de sista vidderna av tempererad vildmark i världen. 
Tasmaniens vildmark sattes 1982 upp på Unescos världsarvslista.
Rester funna i kalkstensgrottor visar på mänsklig bosättning i området för mer än 20 000 år sedan.

## Geografiska områden
Följande nationalparker och reservat utgör världsarvet Tasmaniens vildmark:
- Cradle Mountain-Lake St Clair nationalpark
- Southwest nationalpark
- Franklin-Gordon Wild Rivers nationalpark
- Savage River nationalpark
- Hartz Mountains nationalpark
- Mole Creek Karst nationalpark
- Walls of Jerusalem nationalpark
- Central Plateau naturskyddsområde
- Devils Gullet statsreservat